# 圣拉德贡德 (奥地利)
圣拉德贡德是奥地利上奥地利州因河畔布劳瑙县的一个市镇。总面积18平方公里，总人口582人，人口密度32.3人/平方公里（2005年）。